# Torre de San Cristóbal (Daroca)
La torre de San Cristóbal se encuentra situado a 926 m s. n. m. desde el que domina la población de Daroca, a 83 kilómetros de Zaragoza.

## Reseña
El torreón de San Cristóbal es el único resto destacable del que fuera Castillo de San Cristóbal situado en lo alto del Cerro de San Cristóbal. Se trata de un pequeño conjunto amurallado que consta de un gran torreón de mampostería forma parte del recinto amurallado de Daroca y ya en la época islámica era una atalaya ligada al primer recinto defensivo, ya que la primitiva Daroca musulmana ocupaba la falda del cerro sin llegar a la calle Mayor, si bien su actual hechura no parece musulmana.
La torre está construida en mampostería con refuerzo de piedra sillar en las aristas y parece construida ya en época cristiana, bien en el siglo XIII o en el XIV. Está en estado de ruina, pero consolidado.

## Propiedad y uso
Es propiedad del Ayuntamiento de Daroca, y su uso es turístico. El acceso es libre. Más información en la Oficina de Turismo de Daroca.